# Jacques-Joseph-Émile Badiou de la Tronchère
Jacques-Joseph-Émile Badiou de la Tronchère  fue un escultor francés, nacido el año 1826 en Le Monastier-sur-Gazeille y fallecido el 1888 en Le Puy-en-Velay.

## Datos biográficos
Jacques-Joseph-Émile Badiou de la Tronchère es el autor de las siguientes obras:

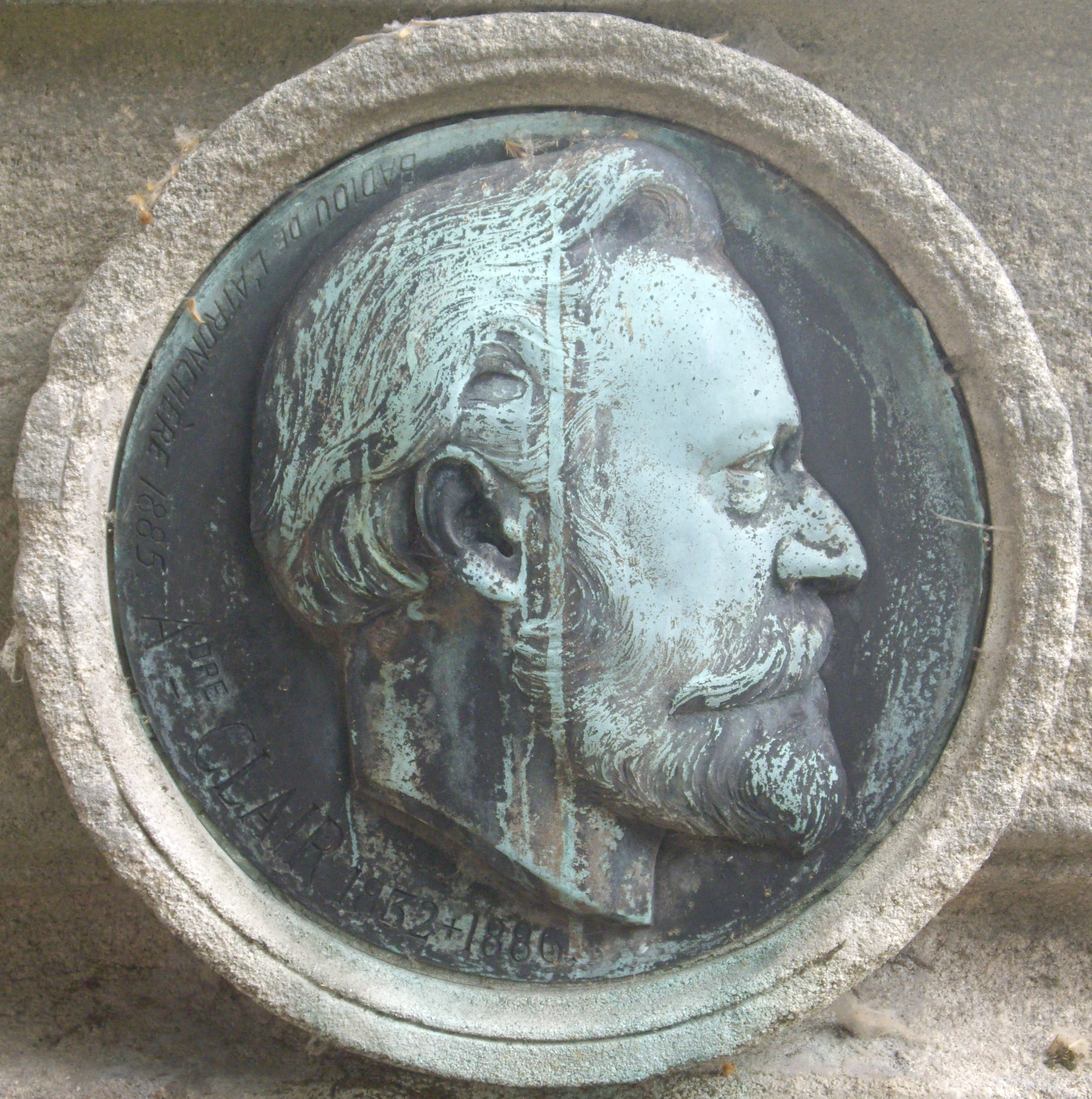
Medallón retrato de Alexandre Clair, Cementerio de Montparnasse, París.
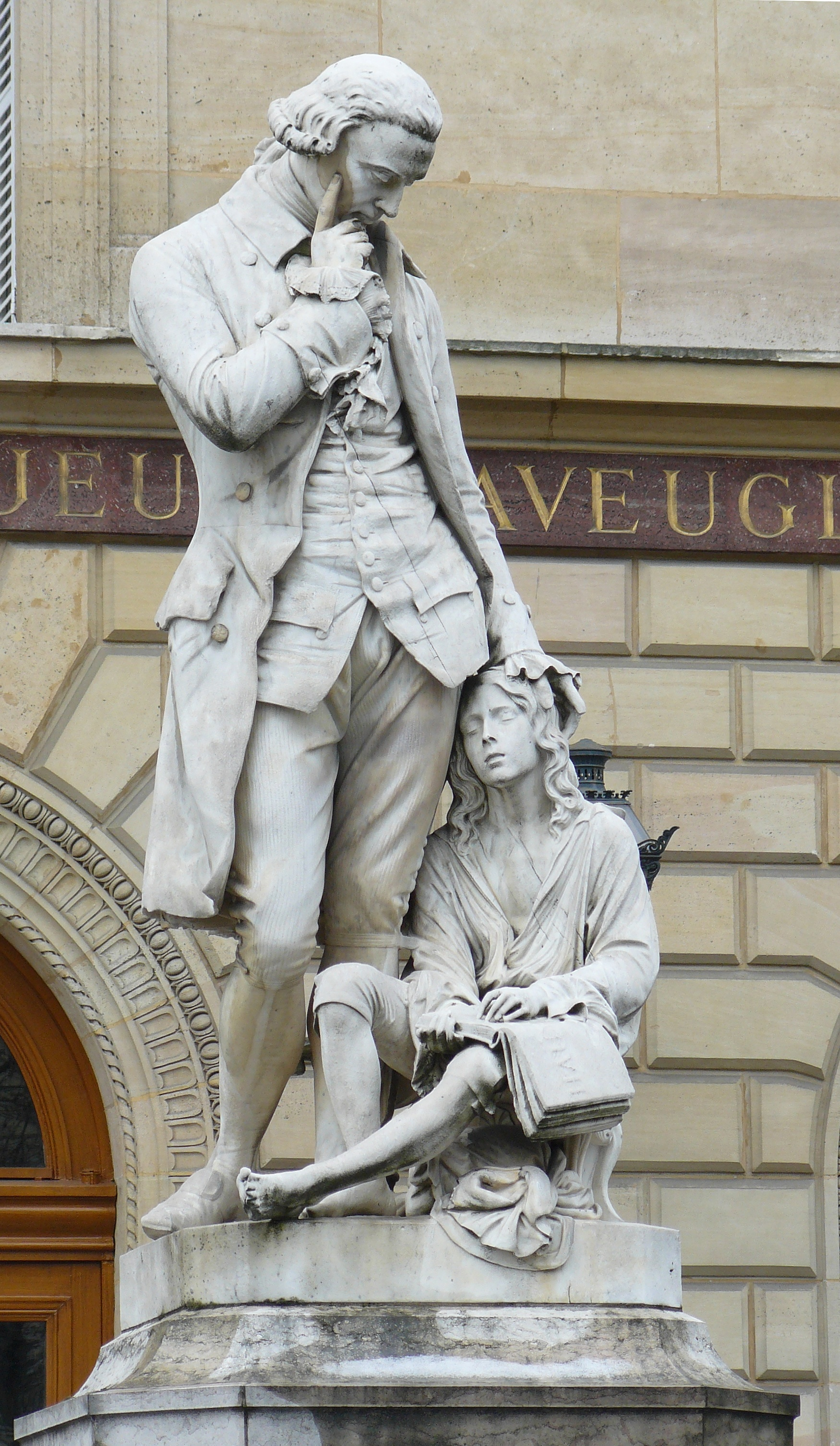
Estatua de Valentin Haüy.En el Bulevar des Invalides , VII Distrito de París
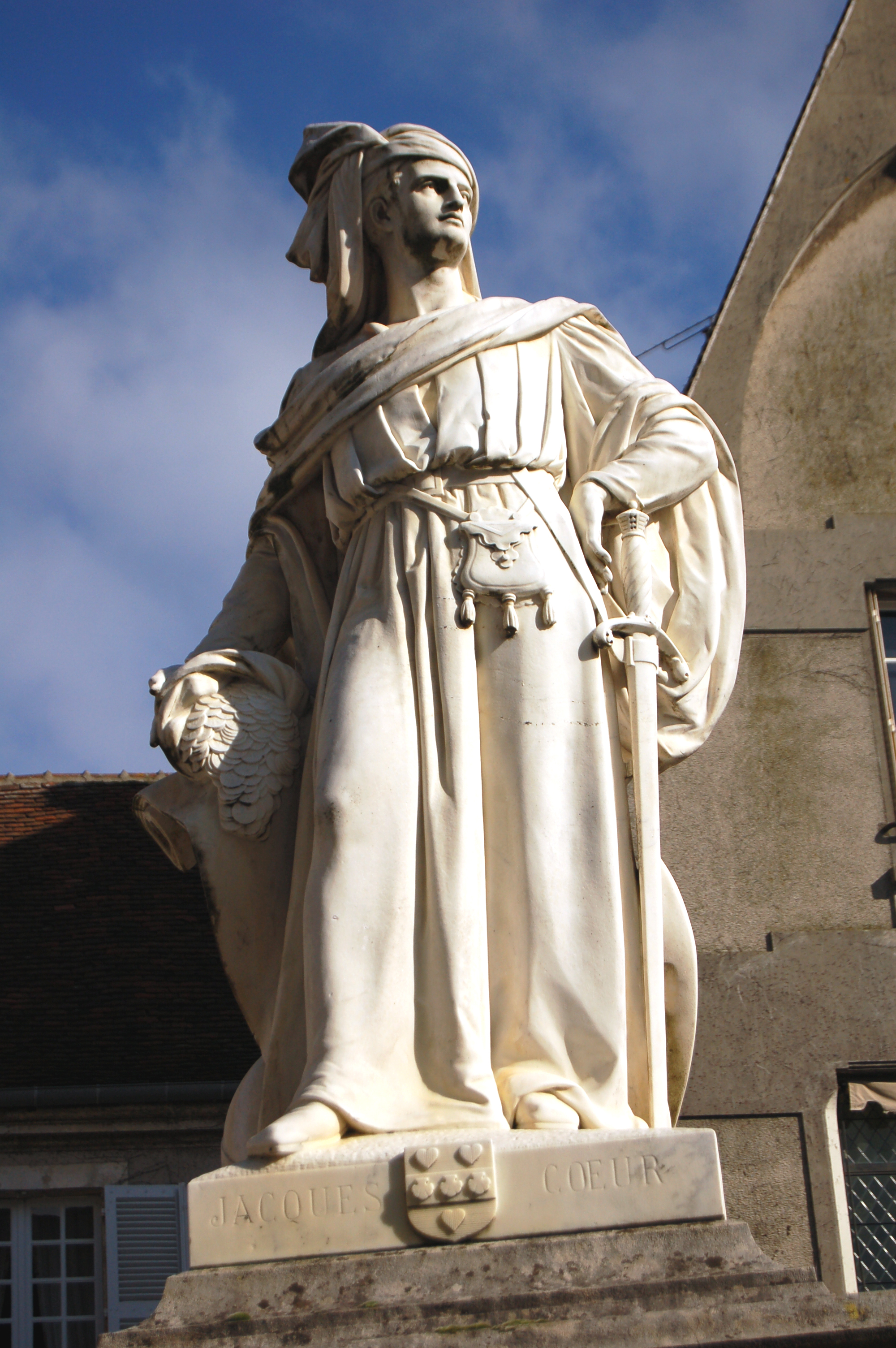
Estatua de Jacques Coeur en Bourges
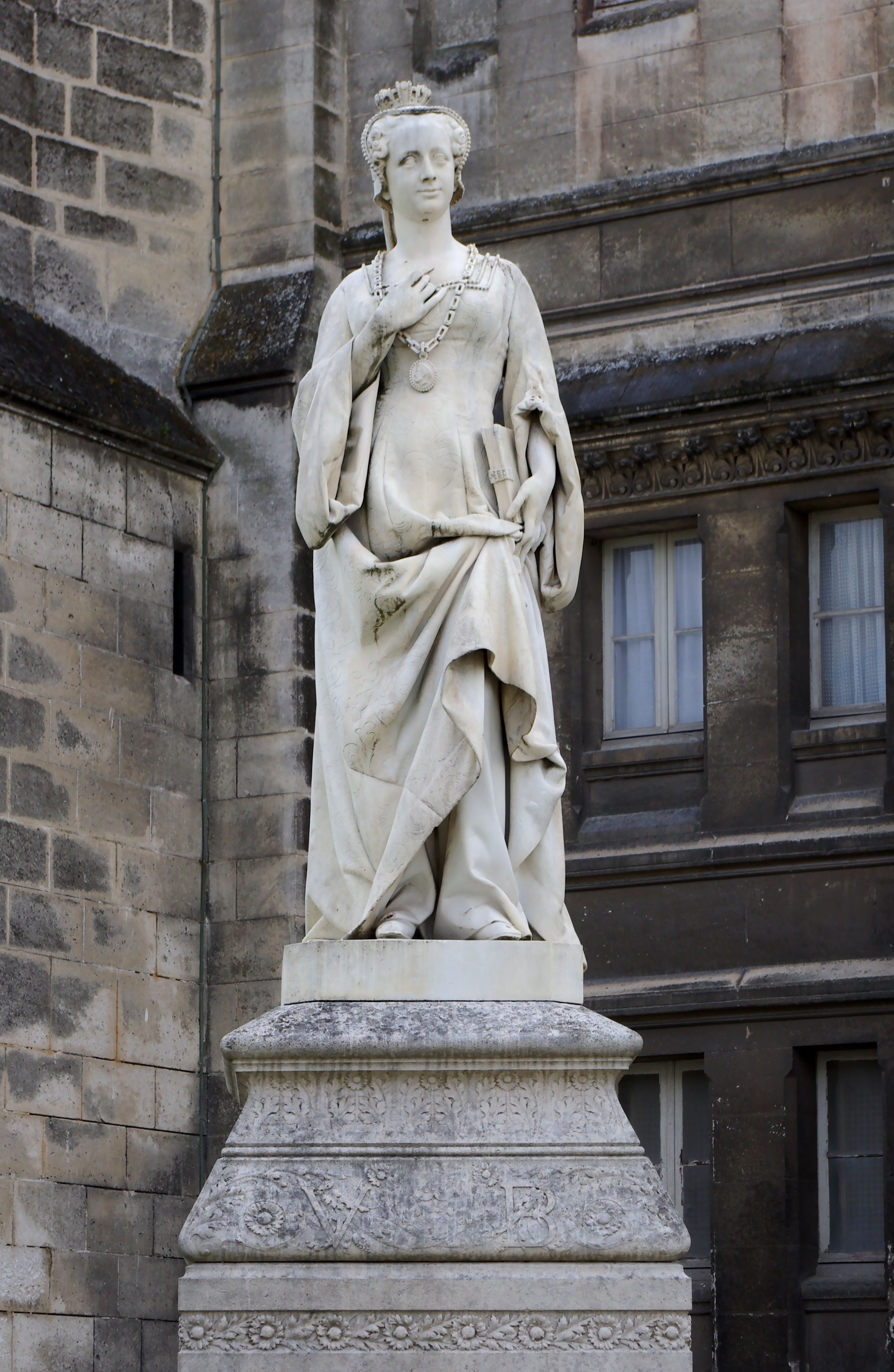
Estatua de Margarita de Angulema (Marguerite de Valois), autora del Heptameron. Ubicada en los jardines del ayuntamiento, Angulema, Charente. 45°38′55.20″N 0°9′23.68″E / 45.6486667, 0.1565778